# Batalla de Dien Bien Phu
La batalla de Ðiện Biên Phủ se libró en 1954 entre el Viet Minh, bajo el mando del General Võ Nguyên Giáp, contra el Cuerpo Expedicionario Francés en Extremo Oriente mandado por el general Henri Navarre. Tuvo lugar en los alrededores de la aldea de Dien Bien Phu y fue la última batalla de la guerra de Indochina.

## Antecedentes
En 1940, tras la derrota de Francia frente a los alemanes en la Segunda Guerra Mundial, la colonia francesa de Indochina fue ocupada por los japoneses, pero estos permitieron al gobierno colaboracionista de Vichy seguir administrándola. Sin embargo, cuando los japoneses detuvieron a los administradores franceses sospechosos de colaborar con Estados Unidos y los restantes huyeron a China en la columna Alessandri, la reputación de Francia quedó muy dañada y sus posibilidades de volver a los tiempos anteriores a la guerra mermaron considerablemente. Sin embargo, lo intentaron y en 1949 estallaron los primeros enfrentamientos en Hanói entre las fuerzas coloniales francesas y la Liga para la independencia de Vietnam conocida por su abreviatura: Viet Minh.
Inicialmente, las tropas leales a Francia fueron recobrando el control en los grandes centros urbanos, pero en el campo la situación resultaba diferente. Para lograr este control el Estado Mayor emplazó guarniciones en el campo y la frontera, comunicadas entre sí por carretera formando las llamadas rutas coloniales. Pero el abastecimiento de dichos emplazamientos resultaba muy peligroso por las continuas emboscadas realizadas cada vez con mejores armas, hasta el punto de perder una división completa en la retirada de la Ruta Colonial 4. A consecuencia de dicha derrota el nuevo comandante en jefe francés, general Jean de Lattre de Tassigny, decidió cambiar de táctica y fortalecer sus defensas alrededor del delta del río Rojo cuyo centro era Hanói. Desde allí se prepararon para una serie de ofensivas anunciadas por el mismo Hồ Chí Minh para principios de 1951 con el fin de llegar a Hanói para la festividad del Tet, el año nuevo vietnamita. El plan francés era resistir los ataques y utilizar su poder aéreo para destruirlos en campo abierto. Finalmente Ho cumplió con su amenaza y permitió al general Vo Nguyen Giap que lanzara la ofensiva: los peores combates se libraron en la meseta de Vihn Yen, donde los hombres del general vietnamita sufrieron una dura derrota.
Al cabo de varios meses, durante los cuales recompusieron sus fuerzas tras la derrota en el Delta, en la primavera de 1953, Giap realizó un ofensiva contra Na San, un campamento atrincherado, abastecido por aire y dotado de artillería. Después de duros combates, donde las posiciones se perdían y se volvían a recuperar, el Viet Minh fue derrotado y sufrió miles de bajas. Los hechos acaecidos en Na San aparecieron en los periódicos franceses y le dieron al general Navarre, nuevo comandante en jefe, la idea de repetir la jugada, pero con una base más grande y mejor dotada de artillería. El objetivo era levantar un campamento atrincherado al noroeste de Hanói para cortar las líneas de Vieth Minh que conectaban China con Laos y enfrentarse con los guerrilleros de Giap desde una posición fuertemente defendida.
A fines de 1953, ambas partes se preparaban para conversaciones de paz para decidir el futuro de la colonia. Los franceses necesitaban presentar una gran victoria para imponer sus demandas por lo que comenzaron las acciones en el sector de Dien Bien Phu.

## Operación Cástor
Entre todos los lugares candidatos, Navarre se decantó por Dien Bien Phu, que los franceses ya habían ocupado unos años antes. Estaba situada en un valle, dotado ya de un aeródromo y con un río que podía impedir ataques masivos, todo en pleno corazón de los territorios dominados por el Viet Minh. Era una zona selvática, montañosa, de difícil acceso y aún más difícil abastecimiento por tierra. La suposición de los mandos franceses era que Giap no podría trasladar, y menos aun mantener, armamento pesado a la zona.
El 20 de noviembre de 1953 comienza la operación Cástor: los primeros aviones que llevaron a los paracaidistas desde Hanói al tranquilo valle despegaron de madrugada. Ese mismo día, la plaza fue tomada por los paracaidistas con relativas pocas bajas. Esta operación se complementó con la operación Pólux, que debía cubrir la retirada de la guarnición destacada en Pu San, siguiendo el mito de Cástor y Pólux, los hijos de Leda, pero resultó un fracaso, porque los refuerzos enviados desde Dien Bien Phu solo pudieron rescatar a 185 hombres de los 2101 que debía haber.
En total, Navarre lanzó en paracaídas a 9000 hombres en tres días. Estas fuerzas construyeron dos aeropuertos y reforzaron los alrededores del pueblo en cuatro fortificaciones separadas. A principios de 1954, la fuerza expedicionaria era de 13 000 hombres, incluyendo artillería y tanques. El Vietminh no interfirió en estos preparativos.

## La batalla
En marzo de 1954, Giap decidió aceptar el reto de una batalla definitiva con métodos regulares, para lo que empleó el ejército que ya constaba de varias divisiones. La batalla comenzó el 13 de marzo cuando, para sorpresa de los franceses, se inició un masivo ataque de artillería: al final de la primera noche, 9000 bombas cayeron en las posiciones Béatrice y Gabrielle. En una de las más sorprendentes operaciones de logística jamás conocidas, la artillería había sido trasladada pieza a pieza a través de la selva por culíes en bicicletas o simplemente arrastradas a mano: muchos de ellos murieron de agotamiento. Ambas posiciones cayeron, a costa de grandes bajas de los atacantes: las oleadas de vietnamitas caían ante las alambradas y sus compañeros los usaban para sobrepasarlas. Los franceses habían considerado la zona montañosa, que rodeaba la posición, como impenetrable: ante la evidencia de que la posición estaba perdida, ya que la artillería vietnamita era ilocalizable al estar literalmente enterrada, el comandante francés de artillería se suicidó esa misma noche. Su muerte no fue comunicada a la tropa para evitar que esto afectara a la moral de los combatientes.
Los franceses respondieron con el envío de más paracaidistas, pero fueron atacados por fuego antiaéreo, otra sorpresa, ya que hasta entonces se consideraba al vietminh como escasamente armado. Debido al cerco total de la fortificación, el suministro aéreo era vital, por lo que Giap se centró en la captura de los dos aeropuertos. Se decidió realizar un cerco al estilo tradicional, bombardeando los aeropuertos y construyendo trincheras que los aproximasen a las fortificaciones antes de lanzar costosos asaltos de infantería. Tras cinco días de combates entre el 18 y el 23 de marzo, se completó la toma del primer aeropuerto. El último avión en aterrizar en la pista restante lo hizo el día 28, pero fue destruido. Ese mismo día, los franceses respondieron con una ofensiva contra las posiciones antiaéreas en las colinas: tras capturar dos tuvieron que evacuarlas ante la carencia de refuerzos. Ese mismo mes, el segundo aeropuerto caía en manos vietnamitas.
Ahora los suministros eran lanzados directamente en paracaídas, buena parte de los cuales aterrizaban en la zona controlada por el Viet Minh. Giap había ganado la batalla al llegar a este punto, siendo los combates posteriores según sus palabras como «el lento desangrarse del elefante caído». En la última semana de abril el monzón llegó, impidiendo cualquier tipo de ayuda aérea. Las trincheras se convirtieron en barrizales y los búnkeres se inundaron. Los últimos refuerzos lanzados en paracaídas entre el 14 de marzo y el 6 de mayo (4306 soldados) no pudieron sustituir a las pérdidas (5500 hombres) acaecidas entre esas dos fechas.
Los franceses sabían que la derrota era inminente, pero necesitaban conservar la posición hasta el inicio de la Conferencia de Ginebra, que comenzaría el 26 de abril. La última ofensiva francesa tuvo lugar el 4 de mayo, pero fue ineficaz. Una fuerza expedicionaria que intentó llegar hasta la posición fue obligada a dar media vuelta cuando aún le quedaban cientos de kilómetros para alcanzarla. El Vietminh lanzó un asalto frontal definitivo entre el 6 y el 7 de mayo de 1954.
En Washington, observa Paul Boury (ex oficial en Indochina que fue rescatado de la hondonada), el Estado Mayor de las distintas fuerzas, presidido por el almirante Arthur Radford, dibujaba una intervención aérea con 60 bombarderos pesados B 29 (los aviones de carga, pilotados por militares estadounidenses vestidos de civil, cumplían ya un papel decisivo en el envío de abastecimientos para el Grupo Operacional del Noroeste, Gono). "Sin que se lo hubiera precisado de manera explícita, la operación podía ser el blanco para el lanzamiento de una bomba atómica" (con el riesgo de destruir la guarnición al mismo tiempo que a los "viets").
Al final, los franceses tuvieron 2293 muertos de los 20 000 que componían la guarnición y 11 721 hombres fueron hechos prisioneros. Los vietnamitas tuvieron 7900 muertos y 15 000 heridos, casi la mitad de la fuerza atacante.
El general de brigada, ascendido a ese cargo en plena batalla, comandante de las fuerzas francesas Christian-Marie-Ferdinand de la Croix de Castries (1902-1991) se rindió y estuvo prisionero durante cuatro meses, mientras se llegaba a un acuerdo de armisticio en Ginebra.

## Después de la batalla

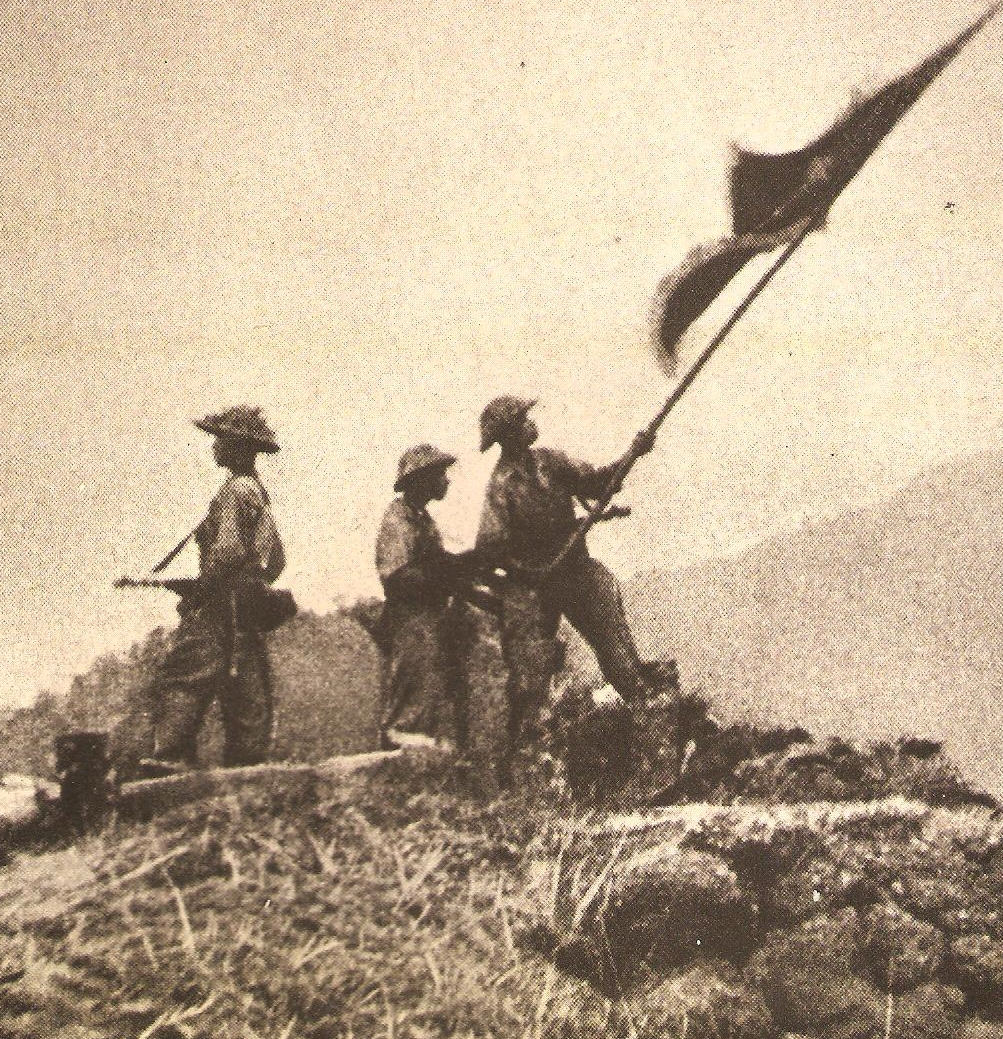
Soldados vietnamitas izan su bandera en Dien Bien Phu

Durante la guerra fueron hechos prisioneros un tercio de los efectivos del ejército francés. Algunos murieron de hambre y enfermedades durante su detención. Muchos de ellos ni siquiera eran franceses, sino legionarios, senegaleses o vietnamitas.
La victoria significó el fin de la guerra con los acuerdos de Ginebra, que dividió Vietnam en un norte bajo la autoridad de Hồ Chí Minh y un sur con Bao Dai como emperador. Se preveían elecciones para reunificar las dos zonas dos años después, pero los Estados Unidos, que no firmaron los acuerdos, apoyaron a Ngô Đình Diệm, quien rechazó los acuerdos de paz, instauró un régimen autoritario y empezó a perseguir duramente a toda la oposición: budistas, caodaístas y comunistas, lo que desembocaría en 1958 en el reinicio de las hostilidades y la formación en 1960 del Frente Nacional de Liberación o FNL, también conocido como el Viet Cong.
Giap intentó una táctica similar ante Khe Sanh en 1968, pero el gran poder aéreo estadounidense le impidió repetir la hazaña.
La batalla fue la primera del siglo XX en la que un país colonial europeo fue derrotado por fuerzas de liberación nacional mediante una táctica convencional. El ejemplo se propagó y durante las siguientes dos décadas los imperios coloniales se disolvieron ante la amenaza de guerras similares.

## Cultura popular
La batalla fue descrita en la película francesa Diên Biên Phu de 1992 dirigida por Pierre Schoendoerffer; también el director de cine vietnamita Nguyễn Tiến Lợi realizó en documental la batalla de Diên Biên Phu en 1955.